# Michel-Gabriel Levacher
Pour les articles homonymes, voir Levacher.
Michel-Gabriel Levacher, né le 8 février 1802 à Vieux Fort (Sainte-Lucie) et mort le 25 avril 1881 à Saint-Michel-sur-Orge, est un médecin français.

## Biographie
Son père, juriste, est président de l’assemblée constituante de Sainte-Lucie.
Républicain sous la monarchie de juillet et franc-maçon, il cite les loges des Amis de la Vérité et de l’Armorique.

## Travaux
Michel-Gabriel Levacher a publié les observations qu'il a recueillies à Sainte-Lucie pendant un séjour de quatre années dans un ouvrage intitulé Guide médical des Antilles, ou études sur les maladies des colonies en général, et sur celles qui sont propres à la race noire. Il passe en revue la plupart des affections dont l'homme puisse être atteint en examinant tout ce qui est relatif à l'état physique et moral des habitants. Il offre ainsi un aperçu philosophique des maladies des Antilles et plus spécialement de celles qui sont particulières aux esclaves.
Il fait partie des savants du XIXe siècle qui entretiennent le préjugé racial de l'hypersexualité des femmes noires africaines et antillaises, en raison de la chaleur du climat. 

## Distinctions
Il est fait chevalier de la Légion d'Honneur le 25 avril 1845. Le dossier qu’il dépose en 1848 dresse l’inventaire des contrariétés qu’un médecin progressiste avait pu s’attirer, telles qu’une légion d’honneur obtenue à grand’peine. 